# Костёл Святого Адальберта (Гданьск)
Костел Святого Адальберта в Гданьске (пол. Kościół świętego Wojciecha w Gdańsku) — римско-католическая приходская церковь, расположенная в Гданьске, названная в честь Святого Адальберта. Он относится к Гданьскому деканату Гданьской архиепархии.

## История
Бенедиктинцы пришли в Гданьск еще в XII веке. Храм в своем первоначальном виде был построен в начале XIV века. Башня была построена в XV веке. В 1537 году бенедиктинская церковь и монастырь были уничтожены пожаром, поэтому бенедиктинцы покинули город. В XVI веке церковь и монастырь были перестроены епископом Станиславом Карнковским. В 1713 году верующие из конгрегации Лазаристов прибыли в Гданьск. В XVIII веке были построены две боковые часовни, и церковь получила новую мебель. В 1818 году орден был распущен, и с тех пор приходом в церкви руководят епархиальные священники.

## Описание
В главном алтаре располагается изображение Святого Адальберта. На плоском потолке в стиле барокко изображен Агнец Божий в облаках с раскрытой книгой. На боковой стене пресвитерии находится деревянный триптих XV-го века, изображающий сцены из жизни Христа. В нефе есть два боковых алтаря. Правый посвящен Деве Марии и Младенцу, левый посвящен распятию Христа. В боковых часовнях есть изображения, иллюстрирующие смерти Святого Иосифа, Святого Викентия де Поля. В церковной часовне мощи Святого Адальберта помещены в статую из двух видов мрамора. В 2013 году была построена новая деревянная башня без использования гвоздей.